# (10374) Étampes
(10374) Étampes est un astéroïde de la ceinture principale.

## Description
(10374) Étampes est un astéroïde de la ceinture principale. Il fut découvert par Eric Walter Elst le 15 avril 1996 à l'ESO. Il présente une orbite caractérisée par un demi-grand axe de 2,21 UA, une excentricité de 0,22 et une inclinaison de 4,61° par rapport à l'écliptique.
Il fut nommé en hommage à la ville d'Étampes, sur la rivière Chalouette, près de Paris.

## Compléments